# Bolszoje Krasnowo
Bolszoje Krasnowo (ros. Большое Красново) – wieś w Rosji, w rejonie czerepowieckim obwodu wołogodzkiego. W 2010 liczyła 9 mieszkańców.